# Liste der Monuments historiques in Gugney-aux-Aulx
Die Liste der Monuments historiques in Gugney-aux-Aulx führt die Monuments historiques in der französischen Gemeinde Gugney-aux-Aulx auf.

## Liste der Immobilien
| Bezeichnung          | Beschreibung           | Standort               | Kennzeichnung | Schutzstatus | Datum | Bild           |
| -------------------- | ---------------------- | ---------------------- | ------------- | ------------ | ----- | -------------- |
| Kirche St-Barthélemy | ab dem 16. Jahrhundert | Rue de l’Église (Lage) | PA00107185    | Inscrit      | 1926  | weitere Bilder |

## Liste der Objekte
| Bezeichnung                          | Beschreibung                                                                                          | Standort                           | Kennzeichnung | Schutzstatus | Datum | Bild           |
| ------------------------------------ | --- | ---------------------------------- | ------------- | ------------ | ----- | -------------- |
| Vier Heiligenskulpturen              | Stein, 16. Jahrhundert                                                                                | in der Kirche St-Barthélemy (Lage) | PM88000437    | Classé       | 1905  |                |
| Pietà                                | Stein, farbig gefasst, Ende des 15. Jahrhunderts                                                      | in der Kirche St-Barthélemy (Lage) | PM88000436    | Classé       | 1905  |                |
| Vier Heiligenskulpturen              | Stein, farbig gefasst, 16. und 17. Jahrhundert; zwei Skulpturen 2005 gestohlen; siehe auch PM88000444 | in der Kirche St-Barthélemy (Lage) | PM88000438    | Classé       | 1905  |                |
| Retabel des Hauptaltar               | mit Darstellung der Kreuzigung und der Apostel; Stein, Anfang des 16. Jahrhunderts                    | in der Kirche St-Barthélemy (Lage) | PM88000439    | Classé       | 1905  |                |
| Retabel mit Passionsdarstellungen    | Stein, Anfang des 16. Jahrhunderts                                                                    | in der Kirche St-Barthélemy (Lage) | PM88000441    | Classé       | 1905  |                |
| Skulptur Heilige Barbara             | Stein, farbig gefasst, erste Hälfte des 16. Jahrhunderts; 2005 gestohlen; siehe auch PM88000438       | in der Kirche St-Barthélemy (Lage) | PM88000444    | Classé       | 1982  |                |
| Zwei Säulen                          | Stein, 1526                                                                                           | in der Kirche St-Barthélemy (Lage) | PM88000440    | Classé       | 1905  |                |
| Drei Kirchenfenster                  | aus dem 16. Jahrhundert, modern ergänzt                                                               | in der Kirche St-Barthélemy (Lage) | PM88000442    | Classé       | 1905  | weitere Bilder |
| Zwei Erinnerungstafeln an Stiftungen | Kupfer, Stein, Marmor, um 1735                                                                        | in der Kirche St-Barthélemy (Lage) | PM88000443    | Classé       | 1956  |                |
| Kruzifix                             | Holz, farbig gefasst, 16. Jahrhundert                                                                 | in der Kirche St-Barthélemy (Lage) | PM88001500    | Inscrit      | 1984  |                |